# Access Control List

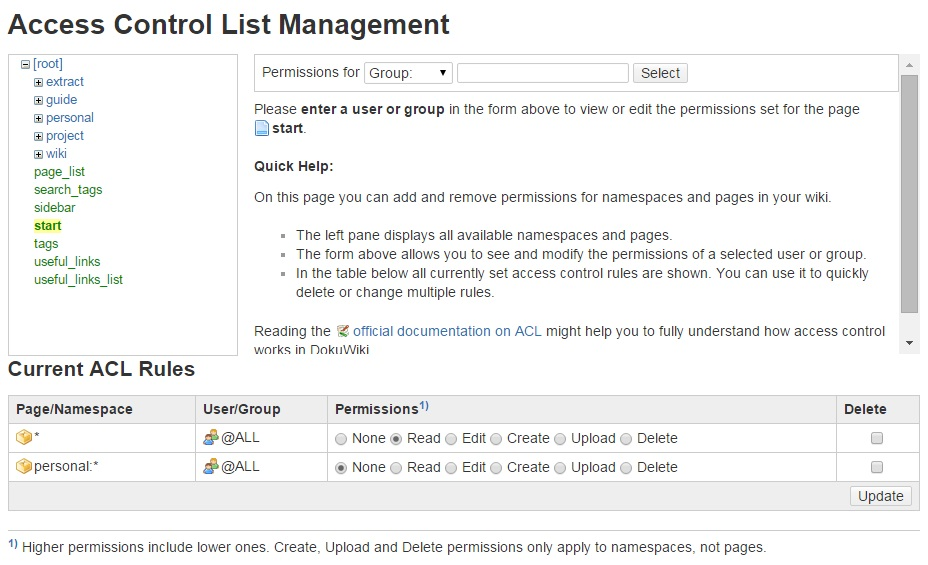
Muster einer ACL

Eine Access Control List (kurz ACL, englisch für Zugriffssteuerungsliste, kurz ZSL) ist eine Software-Technik, mit der Betriebssysteme und Anwendungsprogramme Zugriffe auf Daten und Funktionen eingrenzen können. Eine ACL legt fest, in welchem Umfang einzelne Benutzer und Systemprozesse Zugriff auf bestimmte Objekte (wie Dienste, Dateien, Registrier-Einträge usw.) haben.
Im Unterschied zu einfachen Zugriffsrechten sind ACLs feiner einstellbar. So können mit ACLs für eine Datei für mehrere Benutzer und mehrere Gruppen unterschiedliche Rechte vergeben werden, während unter Unix mit einfachen Zugriffsrechten nur die Rechtevergabe für den Besitzer, eine Gruppe und den „Rest der Welt“ möglich ist.

## Multics
Bei der Entwicklung von Multics wurden 1965 erstmals Access Control List auf dem Multics-Dateisystem implementiert. ACLs wurden notwendig, um Zugriffsrechte per Least Privilige zu ermöglichen und folgendes Problem zu lösen:
1. Den Zugriff für die gesamte Benutzer-Gemeinschaft sperren.
2. Nur-Lese-Zugriff für eine bestimmte Benutzer-Gruppe gewähren.
3. Lese-/Schreib-Zugriff für eine zweite Benutzer-Gruppe ermöglichen.

Ein konkretes Beispiel von Multics-ACLs:
```
rew     Max.Wikipedianer.*
r       Backup.SysDaemon.*
r       *.Wikipedianer.*
rw      *.SysAdmin.*
```

Benutzer Max aus der Gruppe Wikipedianer ist der Besitzer der spezifischen Datei, er hat Lese-, Schreib- und Ausführungsrechte. Benutzer Backup aus der Gruppe SysDaemon hat nur Leserechte, denn das genügt für den System-Prozess (Daemon), der im Hintergrund wiederkehrende Datensicherungen erledigt. Zusätzlich haben Mitglieder der Gruppe Wikipedianer ebenfalls Leserechte, während Mitglieder der Gruppe SysAdmin (Systemadministratoren) zusätzlich auch Schreibrechte besitzen.
Mit den Standard-Unix-Dateirechten ist eine Umsetzung von Least Privilege nicht möglich. Zwar könnte man dem Benutzer Max und der Gruppe Wikipedianer die nötigen Rechte erteilen, aber nicht gleichzeitig dem Backup-Prozess (Benutzer/Gruppe Backup.SysDaemon) die Nur-Lese-Berechtigung oder der SysAdmin-Gruppe die Lese-/Schreibrechte.

## Unix und Linux
Unix wurde ab 1969 als Alternative zu Multics entwickelt. In der Unix-Welt versteht man unter Access Control List eine Erweiterung der klassischen Zugriffssteuerung auf Ebene des Besitzer-Gruppe-Welt-Modells. Auf diese Weise lassen sich Zugriffsrechte spezifisch für einzelne Benutzer zuteilen oder verbieten. Viele Unix-Implementierungen wie z. B. Solaris, IRIX und HP-UX führten Anfang bis Mitte der 1990er Jahre Unterstützung für ein sehr ähnliches, als Erweiterung des klassischen Unix-Zugriffsrechtemodells konzipiertes ACL-Modell ein, und es wurde versucht, dieses ACL-System unter POSIX-1003.1e zu standardisieren. Der dazugehörige Standard-Entwurf (Normen-Entwurf) wurde jedoch im Oktober 1997 zurückgezogen.
Mitte 2000 wurde damit begonnen, POSIX-1003.1e ACLs in FreeBSD und Linux zu implementieren. Inzwischen bieten die meisten Unix-artigen Systeme native Unterstützung für die zurückgezogenen POSIX-1003.1e-ACLs, darunter AIX, HP-UX, Linux, FreeBSD, TrustedBSD, Solaris, Trusted Solaris und IRIX.
Unter Linux unterstützen dabei die Dateisysteme Btrfs, ext-fs (ext2/3/4), JFS, XFS und ReiserFS POSIX-1003.1e ACLs vollständig. Auf der Kommandozeile verwaltet man die ACLs typischerweise mit den Befehlen getfacl und setfacl. Mit der KDE-Version 3.5 steht auch der Dateimanager Konqueror mit nativer POSIX-1003.1e ACL-Unterstützung zur Verfügung. Für die Desktop-Umgebung Gnome beherrscht der Dateimanager Nautilus ab Version 2.16 nativ POSIX-1003.1e ACLs. POSIX-1003.1e ACLs werden in Linux statisch vererbt, d. h. die Berechtigungen pflanzen sich in neu angelegte Unterverzeichnisse und Dateien je nach Bedarf fort. Wird die ACL eines übergeordneten Verzeichnisses geändert, hat dies jedoch keinen Einfluss auf die darunterliegende Struktur.
Mit RFC 3010 (NFSv4) wurde im Dezember 2000 ein neuer auf dem ACL-System des NFS basierender ACL-Standard etabliert. Solaris, AIX und macOS unterstützen mittlerweile diesen Standard. Das Dateisystem ZFS unterstützt ausschließlich NFSv4 ACLs.

## Windows
Zum Ändern (englisch ‚change‘ genannt) und Anzeigen der ACLs wurde ab Windows NT 3.5 der (von Cmd unabhängige) Befehl cacls(.exe) eingeführt.
Unter Windows NT 4.0 wird jedem Betriebssystemobjekt (Datei, Prozess usw.) ein sogenannter Zugriffskontroll-Deskriptor zugeordnet, der eine ACL enthalten kann. Ist keine ACL vorhanden, so erhält jeder Benutzer Vollzugriff auf das Objekt. Ist die ACL vorhanden, aber leer, so erhält kein Benutzer Zugriff. Eine ACL besteht aus einem Header und maximal 1820 Access Control Entries (ACE). Ein ACE enthält jeweils die Information, ob einem Benutzer oder einer Benutzergruppe eine bestimmte Zugriffsart erlaubt (englisch allow) oder verweigert (deny) werden soll. Der Windows-Explorer schreibt die Einträge, die Zugriff verweigern, an den Anfang der ACL. Fordert nun ein Benutzer Zugriff auf ein Objekt an, so geht der Windows Object Manager die Liste von Anfang an durch. Sobald Einträge für alle angeforderten Rechte gefunden wurden, erlaubt oder verweigert der Object Manager entsprechend den Zugriff. Trifft der Object Manager beim Durchgehen der Liste auf einen Eintrag, der den Zugriff verweigert, wird die Suche abgebrochen und der Zugriff auf das Objekt verweigert.
Bei Windows NT bis Version 4.0 werden ACL statisch vererbt, ab Windows 2000 geschieht dies auf Wunsch dynamisch. Wird die ACL eines übergeordneten Verzeichnisses geändert, so hat dies je nach gewählter Vererbung Auswirkungen auf die darunterliegende Verzeichnisstruktur.
Mit Windows Server 2003 wurde der erste cacls-Befehl durch dessen Nachfolger icacls(.exe) ergänzt und damit auch der vorherige Befehl als „veraltet“ bezeichnet. Zudem wurde zuvor, ab Windows 2000, jedoch allein (wahlweise) in den dort sogenannten Support Tools und im Resource Kit enthaltend, der (bisher allein englischsprachige) xcacls-Befehl ergänzt, welcher auch das Ändern des Besitzers (einer Datei oder eines Ordners) beherrscht.

## Andere Systeme
- macOS unterstützt ACLs ab Mac OS X Tiger (10.4, 2005).
- Das Betriebssystem OpenVMS von HP (ursprünglich DEC) unterstützt auch ACLs; deren Einträge heißen ACE.
- Bei Ciscos Betriebssystem IOS bezeichnen ACLs unter anderem Paketfiltereinstellungen.
- Bei einer Reihe von Webanwendungen werden ACLs benutzt, um den Zugriff auf einzelne Seiten oder Bereiche auf bestimmte Benutzer oder Benutzergruppen einzuschränken, so bei einigen Wikis (etwa DokuWiki) und CMS (etwa eZ Publish).
- SAP setzt bei vielen seiner Anwendungen ebenfalls ACLs zur detaillierten Benutzerberechtigung ein, z. B. in der Collaborations-Software cFolders (siehe cProjects) oder dem SAP Easy Document Management.
- Bei einem LDAP-Verzeichnis kann je nach Hersteller eine ACL den Zugriff auf Attribute oder (LDAP-)Container zulassen oder verweigern.